# Barbara Pym
Pour les articles homonymes, voir Pym.
Barbara Mary Crampton Pym (Oswestry, Shropshire, 2 juin 1913 – Finstock, Oxfordshire, 11 janvier 1980) est une romancière britannique.

## Biographie
Barbara Pym naît en 1913,.
Après des études d'anglais au St Hilda's College d'Oxford, elle compose un premier roman, Comme une gazelle apprivoisée, qu'elle achève en 1936, à l'âge de 22 ans. Malgré des tentatives répétées auprès de nombreux éditeurs, elle ne parvient pas à le faire publier. Ces refus ne la découragent pas suffisamment pour l'empêcher d'entreprendre la rédaction de nouvelles et même d'un nouveau roman, Crampton Hodnet, qui connaîtra une publication posthume en 1985.
Lors de la Seconde Guerre mondiale, elle est brièvement à l'emploi du Bureau de la Censure, sis à Bristol. Puis, elle s'engage dans le Women's Royal Naval Service. À la fin du conflit, elle travaille à l'International African Institut de Londres pendant quelques années, et joue un grand rôle dans la publication de son journal Africa, ce qui explique les nombreuses apparitions d'anthropologues dans ses romans. À cette époque, elle occupe avec sa sœur cadette Hilary un appartement du quartier de Pimlico. Pendant ses temps libres, elle se convainc de réviser entièrement Comme une gazelle apprivoisée qu'elle soumet, cette fois avec bonheur, à un éditeur. Le roman paraît en 1950 et rencontre l'assentiment de la critique.
Sa carrière littéraire est singulière en raison d'une longue éclipse entre 1963 et 1977, période pendant laquelle, en dépit de son succès passé et de sa popularité croissante, elle ne parvient pas à trouver un éditeur pour ses romans hautement comiques.
Un article fameux du Times Literary Supplement suscite sa « réapparition » Deux noms éminents, David Cecil et Philip Larkin, la désignent comme l'écrivain le plus sous-estimé du siècle. Son roman Quatuor d'automne (1977) lui vaut d'être inscrite sur la liste des finalistes du Booker Prize.
Barbara Pym est demeurée célibataire, en dépit de relations intimes avec plusieurs hommes, dont Henry Harvey, un de ses condisciples d'Oxford, et le futur politicien Julian Amery.
À sa retraite, elle partage un cottage avec Hilary à Finstock, Oxfordshire.
Barbara Pym meurt en 1980 d'un cancer du sein à l'âge de 66 ans. Hilary réside à Finstock jusqu'à sa mort en février 2005. Les deux sœurs sont enterrées au cimetière du lieu. Une plaque commémorative est apposée sur leur maison de Barn Cottage, Finstock, en 2006.

## Œuvres
- Comme une gazelle apprivoisée (Some Tame Gazelle) (1950), Paris, Fayard, 1989, réédition: Paris, Belfond, 2019
- Des femmes remarquables (Excellent Women) (1952), Paris, Julliard, 1990, réédition, Paris, Belfond, 2017
- Jane et Prudence (Jane and Prudence) (1953), Paris, Fayard, 1988
- Moins que les anges (Less than Angels) (1955), Paris, Christian Bourgois, 1992
- Une corne d'abondance (A Glass of Blessings) (1958), Paris, Christian Bourgois, 1992
- Les Ingratitudes de l'amour (No Fond Return Of Love) (1961), Paris, Christian Bourgois, 1988, réédition: Paris, Belfond, 2021
- Quatuor d'automne (Quartet in Autumn) (1977), Paris, Christian Bourgois, 1988, réédition, Paris, Belfond, 2022
- La douce colombe est morte (The Sweet Dove Died) (1978), Paris, Christian Bourgois, 1987
- Un brin de verdure (A Few Green Leaves) (1980), Paris, Christian Bourgois, 1987
- Adam et Cassandra (Civil To Strangers) (écrit en 1936, publication posthume en 1987), Paris, Salvy, 1989, réédition: Paris, Payot-Rivages, 1990
- Dans un salon d'Oxford [recueil de nouvelles], Paris, Salvy, 1990

- Secret très secret, Paris, Payot-Rivages, 1991
- Lorsqu'un matin d'orage, Paris, Payot-Rivages, 1991
- Crampton Hodnet [Id.] (roman écrit vers 1940, publication posthume en 1985), Paris, Fayard, 1986
- Une demoiselle comme il faut (An Unsuitable Attachment) (écrit en 1963, publication posthume en 1982), Paris, Christian Bourgois, 1989
- Une question purement académique (An Academic Question) (écrit en  1970-1972, publication posthume en 1986), Paris, Julliard, 1990

Plusieurs thèmes s'entrecroisent dans les œuvres de Barbara Pym, qui sont plus remarquables par leurs personnages que par leurs intrigues. Une lecture superficielle donne l'impression de fragments de vie dans des villages ou des banlieues, avec une importance excessive accordée aux activités sociales liées à l'église (principalement dans sa variante catholique-anglicane). Son univers romanesque, avec ses curés de campagne, ses célibataires dévotes et ses intrigues matrimoniales, reste très circonscrit et peut paraître étriqué. Mais la romancière parvient à le rendre très attachant grâce à l'élégance de son écriture, à son humour et son art du dialogue. Un courant tragique parcourt certains des derniers romans, particulièrement Quatuor d'automne et La Douce colombe est morte. Dans Quatuor d'automne, l'auteur brosse le portrait doux-amer de quatre employés de bureau proches de la retraite : description sans concession de la solitude dans la vieillesse ; qui pourrait être sinistre mais est illuminée, comme toujours chez B. Pym, par l'humour et une profonde acceptation de la condition humaine.